# ماري جين واتسون
ماري جين واتسون هي شخصية خيالية في مارفل كومكس من ابتكار ستان لي وجون روميتا الأب،ظهرت الشخصية لأول مرة في 1965.